# Propargil
U organskoj hemiji, propargil je alkil funkcionalna grupa 2-propinila sa strukturom , izvedenom iz alkinskog propina.
Termin propargilni se odnosi na zasićenu poziciju (sp3-hibridizovanu) u molekulu pored alkinil grupe. Ime je formirano kombinovanjem reči propen i argentum, što se odnosi na tipčnu reakciju terminalnih alkina sa solima srebra.
Termin homopropargilni označava na isti način
- zasićenu poziciju u molekulu pored propargilne grupe i stoga dve veze udaljenu od alkinske grupe;
- 3-butinilni fragment, , ili zasićeni homolog.